# 郭正亮
郭正亮（1961年6月24日—），台灣政治學者及政治人物，前民主進步黨立法委員，其政治光譜由泛綠轉為泛藍/統派。大學和硕士畢業於国立台湾大学，之后又取得耶魯大學政治學博士学位。現為中国文化大学國際企業管理學系副教授、美丽岛电子报副董事长和媒體評論人，曾參與撰寫《臺灣前途決議文》。郭正亮曾任中華民國羽球協會理事長、行政院體委會副主委、第5－6届和第9屆立法委員。2023年5月19日，郭正亮自行宣布退出民主進步黨，目前從事政治評論工作。

## 生平

### 早年
郭正亮出生於高雄小港，家庭來自臺南麻豆。就學於高雄市立鹽埕國民中學65年國中畢業、臺灣省立高雄中學68年高中畢業，高中畢業後考進國立臺灣大學機械系，大二後降轉心理學系就讀並於1984年取得學士學位73年台大畢業。大學期間受美麗島事件影響投入改革意志強烈的台大大新社。
畢業後入伍服役兩年，又考入臺大社會學研究所，參加大陸問題研究社活動，並且與林佳龍等人參與「自由之愛」的學生運動（林佳龍與郭正亮皆為耶魯大學政治學博士）。同時郭正亮也以「江迅」作為筆名，於學運社運刊物《南方雜誌》擔任總編輯。

### 涉入政壇
1988年取得碩士學位後，郭正亮前往張俊宏的「台灣政經研究室」服務，並提出「地方包圍中央」戰略，從地方縣市執政的角度出發，作為往後民主進步黨的執政基礎。
之後加入民進黨，並前往美國耶魯大學留學，於1995年取得政治學博士學位。
回國後於東吳大學政治系教授比較政治，並擔任《中國時報》主筆。

### 任民进党要职，当选台北市立法委員
後在陳文茜與陳忠信力邀下於1996年出任民進黨中央黨部文宣部主任，後來升任民進黨中央黨部政策會執行長。
在1998年民進黨「中國政策大辯論」中，以主張「西進中國」一戰成名。
2001年中華民國立法委員選舉於台北市南區參選立法委員並以第二高票當選；2004年獲得連任。
2008年中華民國立法委員選舉在台北市第三選區連任立委敗於蔣孝嚴，後短暫出任行政院體委會副主委，二次政黨輪替後卸任。

### 淡出政界，轉戰政治評論
2011年投入民進黨台北市第二選舉區（士林區、大同區）區域立委初選，與羅文嘉一同落選，敗給姚文智。自此淡出政治圈，開始轉戰政治評論工作。
2012年8月成為中國文化大學國際企業研究所專任副教授，於在職碩士班及進修學士班講授「衝突管理」、「溝通談判」、「非營利行銷」、「創新策略」等課程；並成為《台灣蘋果日報》、《南華早報》、《海峽導報》特約評論員。
2012年11月23日，《美麗島電子報》董事會全體決議通過，敦請郭正亮擔任董事及副董事長。

#### 指控柯建銘介绍黑道人士集體加入民進黨
2013年4月17日證實有黑道人士集體申請加入民進黨：「我以前參選認識的台北市大同區角頭也被拜託召募黨員，請託人也是柯建銘。如果黨中央要調查，我至少可以舉出兩位證人。」2013年4月18日，柯建銘辦公室說，請郭正亮提出具體人名再回應；民進黨台北市黨部主任委員莊瑞雄則說，台北市近來新進黨員約一、二百人，沒有柯建銘任介紹人的案子；民進黨組織部主任李文忠則說，郭正亮提出嚴厲指控，應拿出證據並循黨內機制處理。2013年4月19日，郭正亮說，他加入民進黨已數十年，沒有看過現在這樣把入黨申請書及推薦人都印好了的拉黨員手法，如此動作很少見；他同時澄清，他從來沒有說過柯建銘是在為時任民主進步黨主席蘇貞昌舖路。

#### 針對《兩岸服務貿易協議》批评民進黨
2013年6月21日針對《兩岸服務貿易協議》批评民進黨：「民進黨針對兩岸經貿開放，幾乎都是『事前說不、事後承受』，很容易讓人產生『逢中必反』或『逢中必恐』的負面感覺。更何況，民進黨往往只有事前反對，事後常常妥協了事；至於事後為何總是概括承受，民進黨從未提出明確解釋。……令人憂心的是，民進黨很可能繼續停留在『事前總是說不、事後概括承受』的惡性循環，只會凸顯『台灣不接受中國打壓』、『不接受台灣參加RCEP要與兩岸ECFA進程連動』；但民進黨抗議到最後，很可能又重蹈『說得一畚箕、做得一湯匙』的歷史覆轍，讓台灣人民更加看清民進黨的兩岸無能本質。」

#### 與吳子嘉、陳昭南、童振源等人共同起草凍結台獨黨綱提案
2014年與吳子嘉、陳昭南、童振源等人共同起草凍結台獨黨綱提案，提交民進黨全代會，後來未獲通過；6月26日以學者身份受邀在高雄市與中共中央台灣工作辦公室主任張志軍會談，會中向張志軍提出，民進黨可以主動凍結台獨黨綱，換取中國共產黨在九二共識上的讓步，使民進黨可以與中國大陸進一步交往。同年11月29日，民進黨在九合一選舉大勝，之後郭改變態度、未再主張此議。

#### 对2016年肯亞遣送台灣人事件的立场
2016年肯亞遣送台灣人事件後在臉書上發文表示，境外詐騙的證據都在中國大陸，例如馬來西亞遣返台灣嫌犯，人儘管回到台灣，證據卻都在中國大陸，警方沒證據，只能在偵訊後依法全部放人。郭正亮反問痛批法務部的時代力量立委徐永明和民進黨：「這就是你們想要的嗎？」

### 遞補不分區立委任民进党缺額，重返立法院
2015年，淡出政壇多年的郭正亮被時任主席兼總統候選人蔡英文提名為不分區立委，但位處安全名單以外。2016年8月9日，行政院指派民進黨不分區立委顧立雄擔任不當黨產委員會主委，其不分區立委缺額由郭正亮遞補，睽違八年半，再次重返立法院。
2017年10月18日，在立法院阻擋時代力量立委黃國昌提案成立獵雷艦詐貸弊案調閱小組，阻擋失敗。

### 退出民进党
2022年7月11日，在自媒体节目《亮点交锋》中表示不再是民进党党员。次日在朱學恒自媒体节目《朱學恒的阿宅万事通事务所》中表示，他仍保留党籍但沒缴交党费。
2023年5月19日，由媒体人黄暐瀚脸书代轉發《郭正亮退出民主進步黨聲明》，郭正亮宣布自行退出民主进步党。
2024年2月1日，民進黨中評會通過開除其黨籍。

## 政治觀點、主張

### 民进党时期及对民进党的看法
郭正亮被认为属民進黨內「美麗島系」及其分裂後的「新動力辦公室」派系，屬於較為中道的一派。他在1998年5月出版的《民進黨轉型之痛》一書，分析民進黨的轉型問題，指出民進黨必須告別激進革命，走出悲情，才能爭取到中間選民的支持，完成「地方包圍中央」的戰略部署，最後奪取「中央」執政權。在同年民進黨黨內所舉辦的中國政策大辯論中，郭正亮支持「西進中國」的主張。後來郭正亮參與了又執筆草擬《台灣前途決議文》。
2010年郭正亮说，「中華民國是流亡政府」的說法不夠精確，如果再加上「本來是」三個字會更精確。 在2013年，郭正亮指民進黨選擇性接受《中華民國憲法》，只強調中華民國在台灣的『人民+政府』要素，卻刻意忽視中華民國與中國大陸在『主權+領土』的特殊關係和歷史聯結。 郭正亮在2023年5月宣布退出民進黨時發表聲明，並表示自己和黨「道不同不相為謀」。郭正亮说，民進黨就是台獨政黨，裡面有很多台獨戰略家，「我退出民進黨跟這也有關，我認為他走不下去了！這論述是死胡同」。

### 卸任民进党立委及退出民进党之后的政治立场

#### 批评民进党
2020年郭正亮卸任立法委员后，其立场逐渐远离民进党主流意见，其本人也较多出现在立场偏蓝的频道或平台中（如TVBS、中天电视、观点（中国广播公司于YouTube开设的频道）等）。2022年九合一选举中，郭正亮痛批蔡英文政府内政失败，这些言论的最大后续影响便是郭于2023年5月在被移送至民进党中评会后便自行宣布退出民进党。
2024年中华民国总统选举中，已退出民进党的郭正亮也对民进党候选人赖清德的政见，尤其是对两岸关系及国族认同的议题大加批判，认为赖清德与萧美琴的组合不可能使两岸关系趋于和谐，并认为国民党侯友宜阵营应主打避战的概念来阻止赖清德当选。针对2024年立法院改革争议，郭正亮对立法院长韩国瑜及国民党党团与民众党党团的评价较高，认为采用一切手段过关改革法案的做法正当且必要，并认为民进党党团柯建铭、吴思瑶等人及于立法院外发动521游行的群众错判形势、无法得逞。

#### 正面评价中国大陆的经济成就及军事实力
郭正亮于2023年承认其立场“愈发倾向和平统一”，也在政论节目中对中国大陆的经济成就及军事实力等方面评价较高。2024年，他在4月及5月两次前往中国大陆，第一次主要拜访中国大陆的科技创新企业，第二次则参团与大陆全国政协主席王沪宁、中共中央台办主任宋涛及海协会会长张志军等会面。

#### 指美国衰落，意图利用台湾当棋子对抗中国大陆
在访谈节目中，郭正亮反复阐述美国衰落，中国兴起的观点 ，2021年8月22日，郭正亮评论美軍自阿富汗撤出时指出，美國衰落背後原因是「戰略收縮」和「財政困難」。他认为，塔利班就是想轉型成2.0，把阿富汗建設起來，而最可能提供經濟資源的是具有最强基建能力的中國。
郭正亮持续反复警告，美国意图利用台湾当棋子对抗中国大陆。2024年5月23日，中國人民解放軍出動42架軍機，在台灣周邊舉行的「聯合利劍—2024A」大規模軍演，郭正亮也是如此解读，他暗示：美国默许赖清德的就职演说，导致中国举行军演，「這棋盤」可能是美國要的。

### 对台海危机及可能的中共武力统一台湾的看法
郭正亮用國際關係中的地緣政治來分析美俄烏之間的關係以及台灣的處境。郭強調，「地理就是命運，歷史只能在地理的框架做調整，選擇比較好的結果」。郭正亮解讀，如果用地緣政治思考，烏克蘭应该采取左右逢源的策略，避免陷入戰爭。俄羅斯認為北約東擴造成威脅，但烏克蘭從來不面對這問題，認為自己是主權國家，加入北約與俄羅斯無關。郭正亮強調，國際政治不是民意決定，不是說一套然後可以在幻想中實現。郭批评台湾民進黨的價值是獨立，卻又不去面對兩岸地緣政治問題。
要避免烏克蘭悲劇在台灣上演，郭正亮指出，就是兩岸要對話交流。郭認為，賴蕭兩個人是打不開大陸的對話之門，「我看你就是亦步亦趨走上烏克蘭之路」，如果真的發生衝突，台灣就是比照烏克蘭的打法，就是悲劇重演。郭正亮說，蔡英文目前的戰術就是打城鎮戰、巷戰；賴清德把沈伯洋列為男生不分區第一名，就是在複製烏克蘭，佈局就是烏克蘭的打法。
郭正亮呼籲，台灣應尋求與北京做政治解決、不能碰戰爭，否則付出的代價勢必會比中國的代價更高，儘管中國當然會有損傷，但若啟動戰爭，北京就沒有退路，因為這攸關中共政權的正當性，只要沒打完這場仗，中共政權恐會垮台，「一定要打完為止，戰場在台灣，死傷無數、廢墟一片，這就是後果。」

## 争議

### 酒駕事件
2016年2月20日深夜涉嫌酒駕，行經台北市新生北路被警方攔查，酒測值達0.64毫克，被當場拘捕，轎車也移置派出所。郭應訊時承認酒駕，並表示悔意。台北地檢署考量他已認罪，裁定緩起訴1年，並處緩起訴處分金8萬5千元。據悉，郭正亮開庭時不斷說不好意思，指是參加謝師宴，席間喝了點酒，有先休息才開車上路。

### 被開除黨籍前退黨
2023年5月16日，民主進步黨台北市黨部以有人檢舉損害民進黨聲譽為由，準備將郭正亮開除黨籍，並移送評委會處理。5月19日，郭正亮發出聲明表示「道不同不相為謀」，退出民主進步黨。民進黨發言人張志豪針對郭正亮聲明退黨表示，言論自由不代表可以抹黑栽贓，郭過去相關發言明顯涉及扭曲造謠言論，一再詆毀民進黨且抹黑民進黨同志，嚴重破壞黨譽，黨已依照黨內評議程序處理。2024年2月1日，民進黨中評會開會處理，開除郭正亮黨籍。

### 錯誤解讀劇情
2024年10月31日，郭正亮在其YouTube影片中批評台灣電視劇《零日攻擊》時，將劇情中描述的「中國駭客利用深伪技术製作台灣總統宣戰片段放入總統真實演講段落後」的情節，錯誤解讀為「該劇總統發布的真實宣戰聲明」，涉嫌誤導觀眾。

## 選舉紀錄
| 年度 | 選舉屆數           | 選舉區                                 | 所屬政黨   | 得票數    | 得票率 | 當選標記 | 備註     |
| ---- | ------------------ | -------------------------------------- | ---------- | --------- | ------ | -------- | -------- |
| 2001 | 第五屆立法委員選舉 | 臺北市第二選舉區                       | 民主進步黨 | 46,297    | 7.69%  |          |          |
| 2004 | 第六屆立法委員選舉 | 臺北市第二選舉區                       | 民主進步黨 | 35,834    | 6.09%  |          |          |
| 2008 | 第七屆立法委員選舉 | 臺北市第三選舉區                       | 民主進步黨 | 63,773    | 38.44% |          |          |
| 2016 | 第九屆立法委員選舉 | 全國不分區及僑居國外國民立法委員選舉區 | 民主進步黨 | 5,370,953 | 44.06% |          | 遞補當選 |

## 演出作品

### 电视節目
| 年份             | 頻道 | 節目名稱              | 備註                 |
| ---------------- | ---- | --------------------- | -------------------- |
| 2014年-2024年5月 | TVBS | 少康战情室/TVBS战情室 | 每周二、周六固定來賓 |
| 2019年-至今      | TVBS | 新闻大白话            | 固定来宾             |
| ？-至今          | TVBS | 国民大会              | 固定来宾             |

### 網路節目
| 年份          | 頻道                 | 節目名稱                                         | 備註           |
| ------------- | -------------------- | ------------------------------------------------ | -------------- |
| 2020年-至今   | 中天新聞台           | 大新聞大爆卦 卢秀芳中天辣晚报                    | 擔任固定來賓   |
| 2022年-至今   | 观点（中国广播公司） | 亮点交锋 亮剑台湾 明亮看世界（与杨永明共同主持） |                |
| 2022年-2025年 | 风传媒               | 下班瀚你聊                                       | 每周三固定来宾 |

## 備註
1. ↑  自行退黨[1]

## 外部連結
- YouTube上的郭正亮頻道

| 政府职务       | 政府职务                                     | 政府职务             |
| 官衔           | 官衔                                         | 官衔                 |
| -------------- | -------------------------------------------- | -------------------- |
| 中華民國行政院 |                                              |                      |
| 前任： 蔡煌瑯  | 體育委員會副主委 2008年2月1日－2008年5月20日 | 繼任： 林國棟 陳顯宗 |